# Reggie Lee
Reggie Lee, nome d'arte di Reggie Valdez (Quezon City, 4 ottobre 1975), è un attore statunitense di origini sinofilippine.
È conosciuto principalmente per l'interpretazione di William "Bill" Kim nella serie televisiva Prison Break, per il ruolo del sergente Wu nella serie televisiva Grimm e per le sue partecipazioni ai film Fast and Furious e Pirati dei Caraibi - Ai confini del mondo.

## Biografia
Reggie Lee nasce a Quezon nelle Filippine da Zenaida Telmo e dal Dottor. Jesus Espiritu Valdez, un ginecologo e ostetrico in pensione.
Ancora bambino, la sua famiglia si trasferisce a Cleveland in Ohio, dove si diploma alla Franciscan High School. Nonostante abbia effettuato gli studi negli Stati Uniti, parla fluentemente sia la lingua tagalog che il cantonese.
Durante gli anni novanta Lee si trasferisce a Los Angeles, dove si unisce ad un tour nazionale del musical Heartstrings e successivamente ad uno di Miss Saigon. Grazie al successo ottenuto con questi due musical, Reggie fu chiamato per recitare a Broadway, nell'opera premiata con un Tony Award Carousel.
Nel 1997 ha ottenuto un Dramalogue Critics Award per la sua performance in F.O.B. della East West Players. È stato protagonista anche nella produzione Carry the Tiger to the Mountain.

### Carriera
Dopo aver recitato in alcune serie televisive di successo (tra cui vanno citate Un detective in corsia, Innamorati pazzi, E.R. e Beverly Hills 90210) nel 2001 viene scelto per interpretare Lance Nguyen nel film Fast and Furious. Grazie a questa interpretazione la sua notorietà iniziò ad aumentare.
Nel 2003 partecipa al film pubblicato dalla Sony Pictures Classics Masked and Anonymous e l'anno successivo al thriller Frankenfish.
Tra il 2006 e il 2007 recita nel ruolo del Agente speciale William "Bill" Kim nella popolare serie televisiva della Fox Prison Break. Lee descrive questo personaggio come una "piacevole colpa da interpretare, meravigliosamente complesso ed indiretto".
Nel 2007 recita in un importante film della Walt Disney Pictures: Pirati dei Caraibi - Ai confini del mondo, il terzo della saga di Pirati dei Caraibi. Nel film recita nel ruolo di Tai Huang, membro della ciurma del pirata nobile Sao Feng, che accompagna i protagonisti a recuperare Jack Sparrow nello scrigno di Davy Jones.
Nello stesso anno partecipa anche al film indipendente Chinaman's Chance accanto a Timothy Bottoms, Danny Trejo, Theresa Russell e Ernest Borgnine. Lee ha commentato questo film dicendo che è una storia importante che avrebbe bisogno di essere definitivamente raccontata e umanizzata.
Tra il 2008 ed il 2009 ha partecipato a tre importanti film: nella commedia Tropic Thunder accanto a Ben Stiller, in Star Trek ed infine nel film horror Drag Me to Hell.
Nel 2010 recita in sette episodi della serie televisiva Persone sconosciute, nel ruolo di Tom X e partecipa nel ruolo di Alan Burke al film Tre all'improvviso. L'anno seguente entra a far parte del cast principale della serie televisiva Grimm nel ruolo del sergente Wu.

## Filmografia

### Cinema
- The Big Blind, regia di David James (1999)
- Psycho Beach Party, regia di Robert Lee King (2000)
- Drift, regia di Quentin Lee (2000)
- XCU: Extreme Close Up, regia di Sean S. Cunningham (2001)
- Fast and Furious (The Fast and the Furious), regia di Rob Cohen (2001)
- Soldifacili.com (The First $20 Million Is Always the Hardest), regia di Mick Jackson (2002)
- Black Hole, regia di Jorgo Ognenovski (2002)
- Masked and Anonymous, regia di Larry Charles (2003)
- Net Games, regia di Andrew Van Slee (2003)
- Amateur, regia di Joshua Adler – cortometraggio (2005)
- Pirati dei Caraibi - La maledizione del forziere fantasma (Pirates of the Caribbean: Dead Man's Chest), regia di Gore Verbinski (2006)
- Pirati dei Caraibi - Ai confini del mondo (Pirates of the Caribbean: At World's End), regia di Gore Verbinski (2007)
- Chinaman's Chance, regia di Aki Aleong (2008)
- Dimples, regia di Dusty DePree (2008)
- Tropic Thunder, regia di Ben Stiller (2008)
- Drag Me to Hell, regia di Sam Raimi (2009)
- Star Trek, regia di J. J. Abrams (2009)
- Tre all'improvviso (Life as We Know It), regia di Greg Berlanti (2010)
- Crazy, Stupid, Love, regia di Glenn Ficarra e John Requa (2011)
- Safe, regia di Boaz Yakin (2012)
- Il cavaliere oscuro - Il ritorno (The Dark Knight Rises), regia di Christopher Nolan (2012)
- Colpi da maestro (Here Comes the Boom), regia di Frank Coraci (2012)
- Sweet Girl, regia di Brian Andrew Mendoza (2021)

### Televisione
- Un detective in corsia (Diagnosis: Murder) – serie TV, episodio 4x11 (1996)
- Dangerous Minds – serie TV, episodio 1x17 (1997)
- Moloney – serie TV, episodio 1x17 (1997)
- Allen Strange (The Journey of Allen Strange) – serie TV (1997)
- Babylon 5 – serie TV, episodio 5x13 (1998)
- The Wayans Bros. – serie TV, episodio 5x03 (1998)
- E.R. - Medici in prima linea (ER) – serie TV, episodio 5x02 (1998)
- Sister, Sister – serie TV, episodio 6x04 (1998)
- Hyperion Bay – serie TV, episodio 1x04 (1998)
- Cinque in famiglia (Party of Five) – serie TV, episodio 5x05 (1998)
- Innamorati pazzi (Mad About You) – serie TV, episodio 7x06 (1998)
- Seven Days – serie TV, episodio 1x08 (1998)
- Beverly Hills 90210 (Beverly Hills, 90210) – serie TV, episodio 9x09 (1998)
- Due gemelle e una tata (Two of a kind) – serie TV, episodio 1x20 (1999)
- Sons of Thunder – serie TV, episodio 1x06 (1999)
- Walker Texas Ranger (Walker, Texas Ranger) – serie TV, episodio 8x20 (2000)
- Chicago Hope – serie TV, episodio 6x22 (2000)
- The Ellen Show – serie TV, episodio 1x01 (2001)
- Philly – serie TV, episodi 1x04-1x19 (2001-2002)
- Giudice Amy (Judging Amy) – serie TV, episodi 3x10-4x02 (2001-2002)
- The Division – serie TV, 4 episodi (2001-2003)
- Squadra Med - Il coraggio delle donne (Strong Medicine) – serie TV, episodio 3x10 (2002)
- Luis – serie TV, 9 episodi (2003)
- Reality School, regia di John Sparano – film TV (2002)
- Frankenfish - Pesci mutanti (Frankenfish), regia di Mark Dippé – film TV (2004)
- Blind Justice – serie TV, episodio 1x06 (2005)
- Night Stalker – serie TV, episodio 1x10 (2006)
- Prison Break – serie TV, 16 episodi (2006-2007)
- NCIS - Unità anticrimine (NCIS) – serie TV, episodio 5x12 (2008)
- Persone sconosciute (Persons Unknown) – serie TV, 7 episodi (2010)
- No Ordinary Family – serie TV, 5 episodi (2010)
- American Dad! – serie TV animata, 4 episodi (2010-2013) (voce)
- White Collar – serie TV, episodio 2x12 (2011)
- Grimm – serie TV, 120 episodi (2011-2017)
- Hawaii Five-0 – serie TV, episodio 8x04 (2017)
- Brooklyn Nine-Nine – serie TV, episodi 5x08-6x10 (2017-2019)
- LA to Vegas – serie TV, episodio 1x04 (2018)
- NCIS: New Orleans – serie TV, episodi 5x03-5x08 (2018)
- Fresh Off the Boat – serie TV, episodi 5x05-5x13 (2018-2019)
- The Rookie - serie TV, episodio 4x4 (2022)
- Law & Order - Unità vittime speciali (Law & Order: Special Victims Unit) - serie TV, episodio 23x20 (2022)

## Doppiatori italiani
Nelle versioni in italiano delle opere in cui ha recitato, Reggie Lee è stato doppiato da:
- Fabrizio Vidale in White Collar, Safe
- Emiliano Coltorti in Prison Break
- Massimo Bitossi in Pirati dei Caraibi - Ai confini del mondo
- Gianfranco Miranda in Tropic Thunder
- Roberto Stocchi in NCIS - Unità anticrimine
- Enrico Di Troia in Persone Sconosciute
- Stefano Crescentini in Drag Me to Hell
- Guido Di Naccio in Grimm
- Paolo De Santis in NCIS: New Orleans
- Gianluca Machelli in Hawaii Five-0
- Alessio Cigliano in All Rise
- Mauro Gravina in Law & Order - Unità vittime speciali
- Francesco Meoni in Avvocato di difesa - The Lincoln Lawyer
- Paolo Carenzo in The Rookie